# Ella Ballentine
Ella Ballentine (Toronto, Ontario, 18 de julio de 2001) es una actriz de televisión, cine y teatro canadiense, ganadora de un premio Screen Awards en su país. Es conocida por sus papeles en una amplia gama de proyectos, desde musicales hasta dramas de televisión y películas, pasando por géneros como el suspenso, el drama y el terror.

## Carrera
Ballentine comenzó su carrera como actriz en la producción teatral de 2011 en Toronto de The Railway Children, dirigida por Damian Cruden. Asistió a la convocatoria abierta de Mirvish Productions en el Centro de Convenciones Metro de Toronto, donde cientos de niños se presentaron para tener la oportunidad de interpretar uno de los papeles infantiles. La producción se realizó en el Roundhouse Park, un sitio histórico nacional. Ballentine interpretó el papel de la hija más joven, Francis Perks. Continuó con su carrera en el escenario con el papel principal de Felicia en Numbers, una obra del Festival Fringe de Toronto en 2012 por la que recibió excelentes críticas. En 2013 retornó a Mirvish Productions para interpretar el papel de Cosette en la muy aclamada producción del 25º aniversario de Les Miserables.
El debut cinematográfico de Ballentine se produjo en Baby's First Christmas para el canal Hallmark en 2012, donde interpretó a Kate, uno de los personajes principales. La película para televisión fue dirigida por Jonathan Wright y contó con la participación de Casper Van Dien, Rachel Wilson, Natalie Lisinska y Noah Cappe. A esta película le siguió en 2013 el papel de Jennifer en la cinta de Atom Egoyan The Captive, que formó parte de la selección oficial para el Festival de Cine de Cannes 2014. El mismo año Ella compartió elenco con Susan Sarandon, Gil Bellows y Christopher Heyerdahl en The Calling, una película dirigida por Jason Stone. Ballentine interpretó a Clara en su siguiente papel con las coestrellas Emmanuelle Vaugier, Richard Ruccolo y Eva Link en la película Clara's Deadly Secret, dirigida por Andrew C. Erin.
En su primer papel principal, Ballentine coprotagonizó junto a Laurence Fishburne y Thomas Jane la película Standoff de Adam Alleca. La película fue filmada en una granja en la zona rural de Ontario en 2014 y estrenada en 2015. Ese mismo año, Ballentine interpretó el papel principal en una película familiar, Against the Wild 2: Survive the Serengeti, dirigida por Richard Boddington. En 2016 interpretó a Lizzy en la película de horror The Monster.

## Filmografía

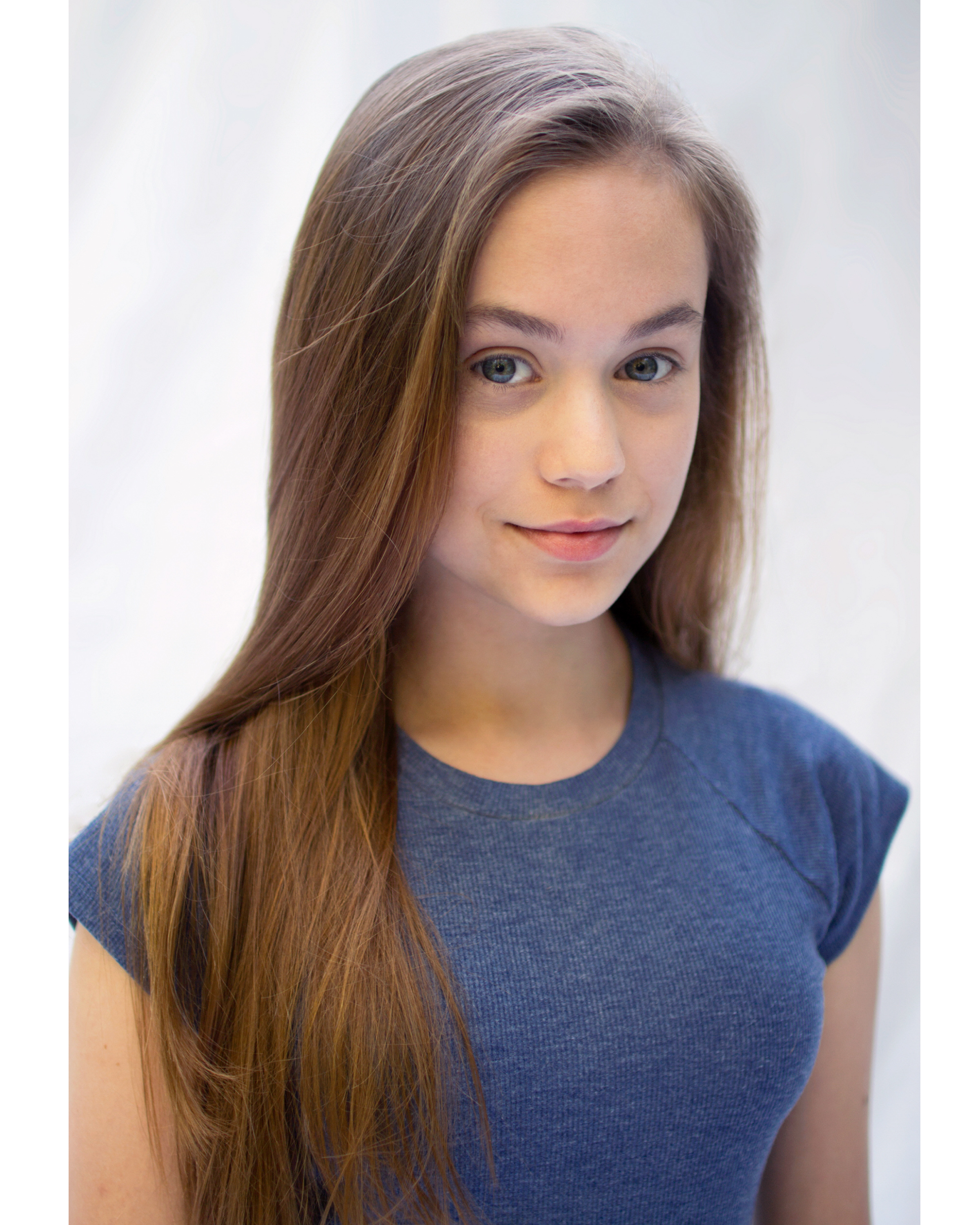
Ballentine en 2016.

### Cine
| Año  | Título                                               | Rol         | Notas |
| ---- | ---------------------------------------------------- | ----------- | ----- |
| 2011 | Words                                                |             |       |
| 2012 | The Intergalactic Space Adventures of Cleo and Anouk | Anouk       |       |
| 2013 | Lunchbox Loser                                       | Missy       |       |
| 2014 | The Captive                                          | Jennifer    |       |
| 2014 | The Calling                                          | Rose Batten |       |
| 2015 | Standoff                                             | Bird        |       |
| 2016 | Against the Wild 2: Survive the Serengeti            | Emma Croft  |       |
| 2016 | The Monster                                          | Lizzy       |       |
| 2016 | Milton's Secret                                      | Anna        |       |

### Televisión
| Año  | Título                                 | Rol            | Notas                                |
| ---- | -------------------------------------- | -------------- | ------------------------------------ |
| 2012 | Baby's First Christmas                 | Karen Pendrell | Película para TV                     |
| 2013 | Clara's Deadly Secret                  | Kate           | Película para TV                     |
| 2013 | Time Tremors                           | Medie Reno     | S1 E1-7'                             |
| 2014 | Reign                                  | Voland Girl    | Episodio: The Plague                 |
| 2014 | Saving Hope                            | Rachel Stewart | Episodio: The Other Side of Midnight |
| 2016 | L.M. Montgomery's Anne of Green Gables | Anne Shirley   | Película para TV                     |
| 2017 | Anne of Green Gables: The Good Stars   | Anne Shirley   | Película para TV                     |
| 2017 | Anne of Green Gables: Fire & Dew       | Anne Shirley   | Película para TV                     |